# Antirétroviral
Pour les articles homonymes, voir ARV.
Un antirétroviral (ARV) est une classe de médicaments utilisés pour le traitement des infections liées aux rétrovirus.
La difficulté rencontrée dans l'élaboration de ces composés est du même type que celle rencontrée pour les molécules anti-cancéreuses : la spécificité. En effet, les rétrovirus ne possèdent que très peu de molécules qui leur soient propres. Ils parasitent la machinerie cellulaire et la détournent. Bloquer la machinerie de transcription des cellules saines pour bloquer celle du rétrovirus revient à tuer ces cellules saines. C'est la raison pour laquelle les molécules antirétrovirales sont dirigées contre les enzymes ou autre molécules spécifiques du virus, comme la transcriptase inverse (Inhibiteurs de la transcriptase inverse), les protéases (Inhibiteurs des protéases) procédant à la création des nouveaux virions ou pour les médicaments les plus récents, les mécanismes de fusion virale avec la cellule saine (Inhibiteurs de Fusion) ou ceux réalisant la liaison préalable avec cette dernière (Inhibiteurs d'entrée).

## Les antirétroviraux actuellement utilisés
La liste comprend également les molécules en cours d'essais cliniques, notées en italique.
La DCI (nom commun) de la molécule est inscrite en premier, suivie du nom commercial entre parenthèses, sauf pour les formes combinées.

### Inhibiteurs de la transcriptase inverse

#### Inhibiteurs nucléosidiques (INTI)
- zidovudine (Retrovir, ZDV), molécule également connue sous le nom AZT
- lamivudine (Epivir, 3TC)
- emtricitabine (Emtriva, FTC)
- didanosine (Videx, ddI)
- stavudine (Zerit, d4T)
- abacavir (Ziagen, ABC)
- zalcitabine (Hivid, ddC)
- racivir
- amdoxovir
- apricitabine
- elvucitabine

#### Inhibiteurs nucléotidiques (INtTI)
- tenofovir disoproxil fumarate (TDF)
- tenofovir alafenamide (TAF)

##### Formes combinées
- Combivir (zidovudine + lamivudine)
- Kivexa (abacavir + lamivudine), association également connue sous le nom Epzicom
- Truvada (tenofovir + emtricitabine)
- Trizivir (abacavir + zidovudine + lamivudine)
- Juluca (dolutégravir + rilpivirine)

#### Inhibiteurs non nucléosidiques (INNTI)
- efavirenz (Sustiva, EFV), également connue sous le nom Stocrin
- nevirapine (Viramune, NVP)
- étravirine (Intelence)
- delavirdine (Rescriptor, DLV)
- rilpivirine (Edurant, TMC-278)
- doravirine (Pifeltro)

#### Analogues nucléotidiques
- ténofovir (Viread, TDF)
- fosalvudine

#### Associations de molécules
- Truvada (tenofovir + emtricitabine)
- Epzicom (Abacavir + Lamivudine)
- Atripla (efavirenz + tenofovir + emtricitabine)
- Eviplera (rilpivirine + tenofovir + emtricitabine)

### Inhibiteurs de la protéase
- amprenavir (Agenerase, APV)
- tipranavir (Aptivus, TPV)
- indinavir (Crixivan, IDV)
- saquinavir (Invirase, SQV)
- fosamprénavir (Telzir, FPV), également connue sous le nom Lexiva
- ritonavir (Norvir, RTV)
- darunavir (Prezista, DRV)
- atazanavir (Reyataz, ATZ)
- nelfinavir (Viracept, NFV)
- Kaletra (lopinavir + ritonavir, LPV/r), association également connue sous le nom Aluvia

### Inhibiteurs de l'intégrase
- raltégravir (Isentress, RAL)
- elvitégravir (EVG/r)
- dolutégravir (Tivicay, DTG)
- bictégravir (BIC)

### Inhibiteurs de fusion et d'entrée

#### Inhibiteurs de la fusion
- enfuvirtide (Fuzeon, ENF), également connue sous le nom T-20

#### Inhibiteurs d'entrée (CCR5)
- maraviroc (Celsentri), également connue sous le nom Selzentry
- vicriviroc
- TNX-355

### Inhibiteurs de maturation
L’effet antiviral de ces molécules agit sur une étape tardive de la formation du virus dans les cellules infectées. Elles agissent en fait sur la formation des protéines qui forment l’enveloppe interne du génome viral, le core, en empêchant leur constitution correcte.
- bevirimat (BVM)

## VIH
Le virus qui a stimulé la recherche et le développement des nouvelles classes d'antirétroviraux est le VIH, responsable de la pandémie du sida que le monde connaît actuellement.
Les différentes classes d'agents antirétroviraux agissent en perturbant différentes étapes du cycle de réplication du VIH. Cela a pour effet de diminuer le nombre de virions présents dans l'organisme, mesuré par la « charge virale ». Le traitement se traduit, ensuite, par une augmentation du taux de lymphocytes T4, cellule parasitée par le VIH. L'association de divers (typiquement trois, éventuellement quatre) agents antirétroviraux est appelée trithérapie.

## Effets secondaires
(juillet 2022).
Si vous disposez d'ouvrages ou d'articles de référence ou si vous connaissez des sites web de qualité traitant du thème abordé ici, merci de compléter l'article en donnant les références utiles à sa vérifiabilité et en les liant à la section « Notes et références ».
Les effets secondaires indésirables des agents antirétroviraux varient de molécule à molécule, par ethnicité et par individu, et par interaction avec d'autres médicaments, y compris l'alcool. L'hypersensibilté à certains médicaments peut également se produire chez certains individus. La liste qui suit inclut les effets secondaires indésirables qui ont pu être observés chez des patients prenant l'un ou l'autre antirétroviral : 
- Alopécie
- Anémie
- Asthénie
- Cauchemars
- Céphalées
- Confusion mentale
- Diarrhée
- Douleur abdominale
- Encéphalomyélite myalgique (syndrome de fatigue chronique)
- Érythèmes
- Flatulences
- Modifications de la perception du goût
- Hépatite
- Hypercholestérolémie (Dyslipidémie, hyperlipidémie, hypercholestérolémie)
- Hyperpigmentation (des ongles, paumes, de la plante des pieds, etc.)
- Insomnie
- Ictère
- Risque cardiovasculaire[1]
- Insuffisance hépatique
- Insuffisance rénale
- Lipodystrophie[1]
- Malaise
- Myalgies
- Myopathie
- Nausée
- Neutropénie
- Neuropathie périphérique
- Ongles incarnés
- Pancréatite
- Paresthésies
- Somnolence
- Syndrome de Fanconi
- Syndrome de Stevens-Johnson
- Ulcérations buccales
- Vertiges
- Vomissements
- Xérodermie (peau sèche)
- Xérostomie (bouche sèche)

Les effets indésirables associés aux inhibiteurs de la transcriptase inverse sont essentiellement liés à la toxicité mitochondriale car l'action inhibitrice de ces derniers n'est pas spécifique de la transcriptase inverse virale. La didanosine et les analogues thymidiniques tels la zidovudine ou la stavudine ont une toxicité mitochondriale supérieure à celle du ténofovir ou de l'abacavir. Ceci fait donc préférer en général le ténofivir ou l'abacavir en première intention parmi les inhibiteurs de la transcriptase.